# Devoll Hydropower
Die Devoll Hydropower Sh.a. (kurz DHP) ist ein in Albanien tätiger Energiekonzern mit Sitz in der Hauptstadt Tirana. Ein operativer Sitz befindet sich in Gramsh.

## Unternehmensstruktur
Das Unternehmen war bis 2012 ein Joint Venture zwischen der österreichischen EVN AG und der norwegischen Statkraft AS, die an DHP beide jeweils mit 50 % beteiligt waren. Die Regierung Albaniens unterzeichnete mit der DHP einen Konzessionsvertrag mit dem BOOT-Modell (Build, Own, Operate und Transfer). Mit diesem Vertrag ist die DHP verpflichtet, Wasserkraftwerke im Tal des südostalbanischen Flusses Devoll zu planen, zu errichten und zu betreiben. Der Konzessionsvertrag wurde vom Albanischen Parlament ratifiziert und trat am 1. August 2009 in Kraft. 2013 stieg die EVN AG aus diesem Joint Venture aus, Statkraft ist seither alleiniger Eigner des Unternehmens.
Mit dem Bau von drei Wasserkraftwerken an diesem Fluss soll dem Energieproblem Albaniens entgegengewirkt werden. Die Eigenproduktionen des Landes steigerte sich mit der Inbetriebnahme der Kraftwerke um mindestens 20 %.

## Projekt
Das Projekt besteht aus zwei oder drei Wasserkraftwerken entlang des drittlängsten Flusses Albaniens Devoll. Dabei wird der Höhenunterschied zwischen 95 und 810 m Höhe genutzt. Die Gesamtleistung von drei Kraftwerken wird sich auf 280 Megawatt belaufen. Jährlich erzeugen die beiden gebauten Kraftwerke 729 Gigawattstunden Strom.
Die Projektkosten sollten sich nach Angaben von 2010 auf etwa eine Milliarde Euro belaufen. Nach Bau der beiden größeren Kraftwerke wurde die Investition mit über 535 Millionen Euro beziffert.

### Wasserkraftwerk Banja

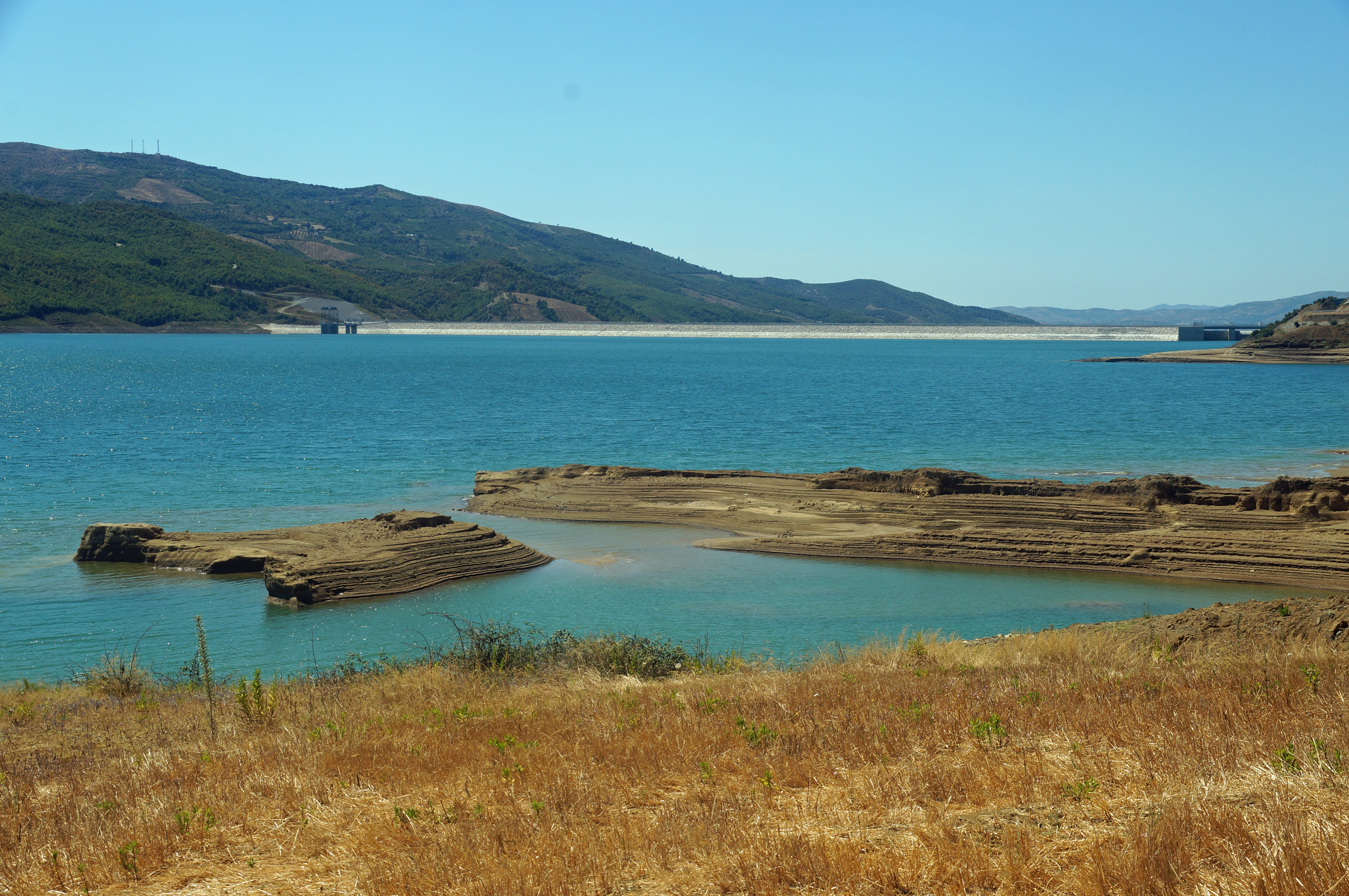
Banja-Stausee mit Damm

Das Kraftwerk bei Banja ist das erste Projekt das realisiert wurde. Es liegt etwa 17 Kilometer südlich von Elbasan (Luftlinie) und ist die unterste der drei Staustufen. Es nutzt einen bestehenden Kofferdamm, der auf 175 m ü. A. erhöht wurde. Das Kraftwerk, ausgestattet mit zwei Francis-Turbinen, nutzt dabei einen Höhenunterschied von 80 Metern. Die als Staudamm (Steinschüttdamm mit Erdkern) ausgebaute Sperre ist 80 Meter hoch. Gestaut wird eine Seefläche von etwa 14 Quadratkilometern, die bis zur Stadt Gramsh reicht. Das Wasservolumen beträgt 391 Millionen Kubikmeter. Nach etwas mehr als drei Jahren Bauzeit wurde im September 2016 das Kraftwerk eröffnet.

### Wasserkraftwerk Kokël
Das Kraftwerk Kokël war das kleinste der drei geplanten Kraftwerke und sollte einen Höhenunterschied von 55 Metern nutzen. Es war geplant, es ebenfalls mit zwei Francis-Turbinen auszustatten. Der rund 50 Meter hohe Beton- und Steinschüttdamm hätte eine Seefläche von 0,85 Quadratkilometern und ein Wasservolumen von etwa 19 Millionen Kubikmeter gestaut. Kokël liegt etwa 25 Kilometer südöstlich von Gramsh entfernt (Luftlinie).
Zuerst wollte man über die Realisierung erst nach dem Bau der beiden ersten Kraftwerke entscheiden. 2016 wurde das Projekt auf der Website von Devoll Hydropower aber bereits nicht mehr erwähnt.
Der Bau der mittleren Stufe Kokël wird auf unbestimmte Zeit aufgeschoben.

### Wasserkraftwerk Moglica

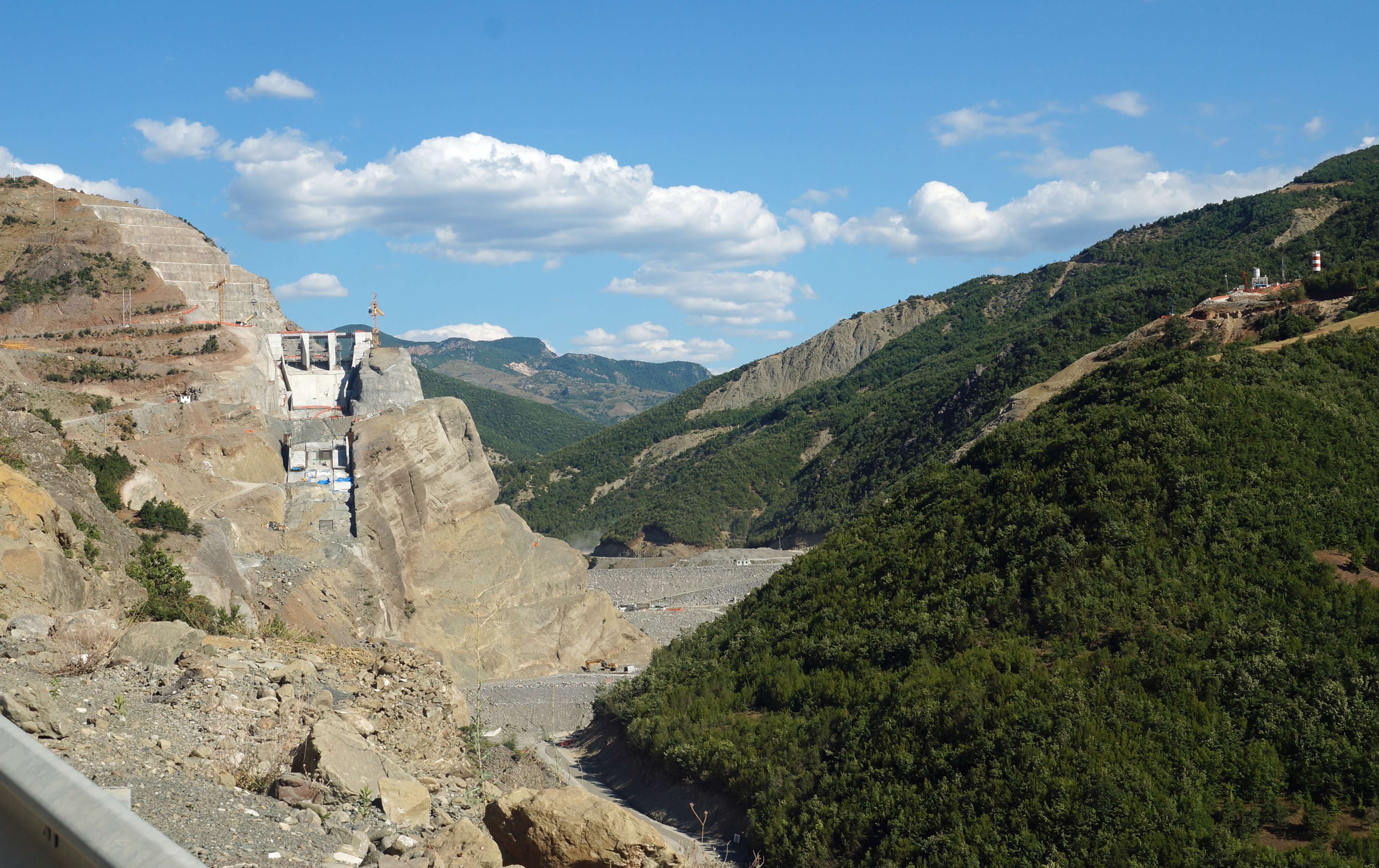
Bauarbeiten am Moglica-Damm im Sommer 2017

Das Kraftwerk bei Moglica, ebenfalls mit zwei Francis-Turbinen ausgestattet, ist die größte der drei Anlagen. Sie nutzt einen Höhenunterschied von 300 Metern. Das Kraftwerk liegt in einer Kaverne etwa elf Kilometer flussabwärts des Staudammes. Dieser zonierte Damm wurde aus Steinbruchmaterial und Flussschottern geschüttet und mit einer Asphaltinnendichtung versehen. Mit einer Höhe von 150 Meter war er bei Eröffnung weltweit der höchste Damm dieser Bauweise. Gestaut wird eine Seefläche von 7,2 Quadratkilometer und ein Volumen von 360 Millionen Kubikmeter. Das Stauwasser wird über einen 10,7 Kilometer langen Triebwassertunnel zum Kavernenkraftwerk geführt. Nach einem etwa 800 Meter langen Unterwasserstollen erfolgt die Rückgabe des Triebwassers in den Fluss beziehungsweise im Falle der Errichtung der mittleren Stufe Kokël in die Stauwurzel des Unterliegerkraftwerkes.
Es wurde ursprünglich damit gerechnet, dass das Kraftwerk 2018 in Betrieb genommen werden kann. Der Start der Tunnelvortriebsmaschine für die ersten 7,5 Kilometer Triebwasserweg begann 2016. Im Sommer 2019 begann die Aufstauung des Sees. Nach nicht ganz fünf Jahren Bauzeit wurde das Kraftwerk im Januar 2020 in Betrieb genommen. Dadurch wurde die Stromproduktion in Albanien um über 15 % gesteigert.